# Đóa Tư đại vương
Đoá Tư đại vương (chữ Hán: 朵思大王, phiên âm: Duosi) là nhân vật hư cấu trong bộ tiểu thuyết Tam Quốc diễn nghĩa của nhà văn La Quán Trung. Trong tiểu thuyết này, Đoá Tư là đại vương, động chủ của động Thứu Long (chữ Hán: 禿龍洞, bính âm: Tulong) ở mé tây nam mơi Mạnh Hoạch đang đóng quân. Đoá Tư đại vương là người anh em thân thiết với Mạnh Ưu, em trai của Mạnh Hoạch và là đồng minh của Mạnh Hoạch trong cuộc chiến chống lại quân Thục Hán do Gia Cát Lượng chỉ huy vào vùng Nam Trung. Đoá Tư là người rất am hiểu địa hình địa thế ở vùng Thứu Long và đã cho Mạch Hoạch nương náu khi thất bại.

## Hiến kế
Đoá Tư đã hiến kế cho Mạch Hoạch chống lại Thục. Theo đó, ở vùng Thứu Long chỉ có hai con đường vào được. Một con đường về mé đông bắc, địa thế phẳng phiu, đất lành nước ngọt, người ngựa đi lại dễ dàng. Nếu lấy đá gỗ chặn lấp cửa động, thì dẫu có trăm vạn quân, cũng không sao vào lọt. Còn một con đường ở mé tây bắc, núi non hiểm ác, đường sá hẹp hòi, lại lắm rắn dữ, rết độc, mỗi ngày về buổi chiều, chướng khí bốc lên, đến mãi trưa hôm sau mới tan, chỉ trong giờ Thân, giờ Dậu mới có thể đi lại được. Nước không uống được, ngựa người khó đi lắm. 
Có bốn ngọn suối độc: 
- Á Toàn, nước tuy ngọt, nhưng uống phải thì không nói được, chỉ mười ngày là chết.
- Diệt Toàn, nước nóng như đun sôi, nhỡ ai động phải thì da thịt ruỗng ra, thấu đến xương mà chết.
- Hắc Toàn, nước hơi trong, ai uống phải thì chân tay đen cả ra mà chết.
- Nhu Toàn, nước lạnh như băng, ai uống phải thì cổ họng lạnh ngắt, mình mẩy mềm nhũn cả ra mà chết.

Ở xứ này đến con chim, con sâu cũng không có. Trước kia chỉ có quan Mã Viện nhà Hán đến đây một lần từ đấy không ai dám qua nữa. Nay chặn lấp đường đông bắc, đại vương cứ ở yên trong động tôi. Quân Thục thấy vậy, tất phải đi theo con đường mé tây. Qua đó, uống phải nước suối thì dẫu trăm vạn quân cũng không sao về được. Can gì phải đánh chác cho mệt. Mạnh Hoạch đã nghe theo.

## Tham chiến và tử trận
Đóa Tư đại vương được phân công giữ thành Tam Giang, để phòng thủ mé trước mặt thành này ba mặt giáp sông, chỉ có một đường bộ đi vào. Khi Khổng Minh dẫn quân đến thẳng Tam Giang, liền sai Ngụy Diên, Triệu Vân dẫn một toán quân đi mặt bộ đánh vào. Khi quân Thục đến gần, cung nỏ trên mặt thành bắn xuống như mưa. Nguyên là người rợ thạo nghề bắn cung nỏ, mỗi cái nỏ bắn ra mười phát tên một lúc. Trên đầu tên lại tẩm thuốc độc. Ai trúng phải tên, da thịt nát ruỗng ra, thấu đến ngũ tạng rồi chết. Khổng Minh phải sai lui quân vài dặm hạ trại.
Sau đó Khổng Minh lệnh cho hơn mười vạn quân Thục và hơn một vạn quân hàng, đổ đất xuống chân thành, chỉ một lúc đất cao như núi, ngang với mặt thành. Trong quân nổi một tiếng ám hiệu, quân sĩ kéo ùa vào cả thành. Quân Man vội vàng bắn nỏ ra thì nhiều người đã bị trói cả rồi, những người khác thấy thế nguy, bỏ thành bỏ chạy hết. Đóa Tư đại vương chết trong đám loạn quân. Khổng Minh hạ được thành Tam Giang, bao nhiêu đồ vàng bạc, châu báu bắt được đều đem thưởng cho ba quân.